# Andrea Kuklová
Andrea Kuklová roz. Chupíková (* 16. července 1971 Poprad) je bývalá československá hráčka basketbalu. Je vysoká 181 cm.

## Sportovní kariéra
V basketbalovém reprezentačním družstvu Československa v letech 1989 až 1992 hrála celkem 61 utkání a má podíl na dosažených sportovních výsledcích. Zúčastnila se Olympijských her 1992 (Barcelona, Španělsko) - 6. místo, kvalifikace na Olympijské hry 1992 (Vigo, Španělsko) - postup na OH 1992, Mistrovství světa 1990 Kuala Lumpur, Malajzie - 4. místo. S družstvem Československa na Mistrovství Evropy kadetek v roce 1987 (Polsko) a na ME v basketbalu hráček do 18 let v roce 1988 (Bulharsko) získala stříbrné medaile za druhá místa. Na Mistrovství světa v basketbalu hráček do 19 let 1989 (Španělsko) skončila na 4. místě.
Za reprezentační družstvo Slovensko hrála na Mistrovství světa 1994 (Sydney, Austrálie) - 5. místo a na čtyř Mistrovství Evropy 1993 (Perugia, Itálie) - 3. místo, 1995 (Brno) - 4. místo, 1997 (Budapešť, Maďarsko) - 2. místo a 2001 (Francie) - 8. místo. V Evropských pohárech klubů hrála Ronchetti Cup ročník 1991/92 za VSS Košice (1992 čtvrtfinálová skupina). Hrála v letech 1992-1994 v Německu (TSV Weilheim, LOTUS Mnichov), 1994-1998 ve Francii (Aix-En Provence, TGB Tarbes) a v letech 1998 a 1999 ve WNBA v USA za Phoenix Mercury, v roce 1998 hrála ve finále soutěže.
V československé basketbalové lize žen hrála celkem 4 sezóny (1988-1992) za družstvo Jednota Košice, s nímž získala titul vicemistra (1992), třetí místo (1991) a dvě čtvrtá místa (1989, 1990). V sezóně 1991/92 byla vybrána do nejlepší pětice hráček československé ligy. Je na 74. místě v dlouhodobé tabulce střelkyň československé basketbalové ligy žen za období 1963-1993 s počtem 1883 bodů. Byla na 2. místě ankety o najlepší basketbalistku Slovenska za rok 1991. V letech 1995 a 1998 byla nejlepší basketbalistkou Slovenska a v roce 1995 byla vyhlášena za druhou nejlepší basketbalistku Evropy. V roce 2000 Slovenskou basketbalovou asociací byla vyhlášena na 3. místě ankety o nejlepší hráčku basketbalu Slovenska 20. století. V sezónách 1998/99 hrála za Delta Management Košice a 1999/2000 za SCP Ružomberok, se kterým záskala titul vítěze Euroligy žen 2000..

## Sportovní statistiky

### Kluby
- 1988-1992 Jednota VSS Košice, celkem 4 sezóny a 2 medailová umístění: vicemistryně Československa 1992, 1x 3. místo (1991), 2x 4. místo (1989, 1990), celkem 1883 bodů (74. místo za období 1963-1993), 1991/92: nejlepší pětka hráček ligy
- 1992-1994 Německo: 1992/93 – TSV Weilheim, 1993/94 LOTUS Mnichov
- 1994-1998 Francie: 1994-1997 ASPTT Aix-En Provence, 1997/98 TGB Tarbes
- 1998+1999 (léto) WNBA USA: Phoenix Mercury (97 bodů /34 zápasů), 1998 finále WNBA
- 1998/1999 Delta Management Košice
- 1999/2000 SCP Ružomberok, vítěz Euroligy 2000

### Evropské poháry
- Euroliga v basketbalu žen - vítěz Euroligy - 1999/2000 SCP Ružomberok
- FIBA Ronchetti Cup - 1991/92 VSS Košice (čtvrtfinálová skupina), 1996 Aix en Provence i Arbes (semifinále)

### Československo
- Kvalifikace na Olympijské hry 1992 (Vigo, Španělsko) postup na OH (108 bodů /8 zápasů, nejlepší střelkyně)
- Olympijské hry 1992 Barcelona (48 /5) 6. místo
- Mistrovství světa: 1990 Kuala Lumpur, Malajzie (66 /8) 4. místo
- ME kadetek 1987 Polsko (121 /7) 2. místo, ME v basketbalu hráček do 18 let 1988 Bulharsko (101 /7) 2. místo
- MS v basketbalu hráček do 19 let 1989 Španělsko (65 /7) 4. místo

### Slovensko
- Mistrovství světa: 1994 Sydney, Austrálie (136 /8 zápasů) 5. místo
- Mistrovství Evropy: 1993 Perugia, Itálie (67 /5 ) 3. místo, 1995 Brno (168 /9) 4. místo, 1997 Budapešť, Maďarsko (72 /5 ) 2. místo, 2001 Francie(41 /8) 8. místo
- 1995 druhá nejlepší basketbalistka Evropy - 1995, 1998 Nejlepší basketbalistka Slovenska
- Nejlepší basketbalisté Slovenska 20. století - 3. místo